# Arend Joan Rutgers
Arend Joan Rutgers, nizozemsko-belgijski kemik, * 20. oktober 1903, Almelo, † 2. september 1998, Almen.
Rutgers je leta 1926 opravil magisterij na Univerzi v Amsterdamu, nato pa je leta 1930 doktoriral na Univerzi v Leidnu pod Ehrenfestovim mentorstvom. Naslednje leto se je vrnil v Amsterdam, kjer je postal asistent. Leta 1933 je postal predavatelj na Univerzi v Ghentu, kjer je deloval do svoje upokojitve leta 1974.
1. 1 2  Arend Joan Rutgers — 2009.
2. ↑  KNAW Historisch Ledenbestand